# Pico do Vento
Pico do Vento är ett berg i Kap Verde.   Det ligger i kommunen Concelho de São Vicente, i den nordvästra delen av landet, 260 km nordväst om huvudstaden Praia. Toppen på Pico do Vento är 360 meter över havet. Pico do Vento ligger på ön São Vicente.
Terrängen runt Pico do Vento är kuperad åt nordväst, men åt sydost är den platt. Havet är nära Pico do Vento åt sydost. Närmaste större samhälle är Mindelo, 10,6 km nordväst om Pico do Vento. 